# Sour El-Ghozlane
Sour El-Ghozlane là một đô thị thuộc tỉnh Bouira, Algérie. Dân số thời điểm năm 2002 là 42.179 người.